# Stanisław Obirek

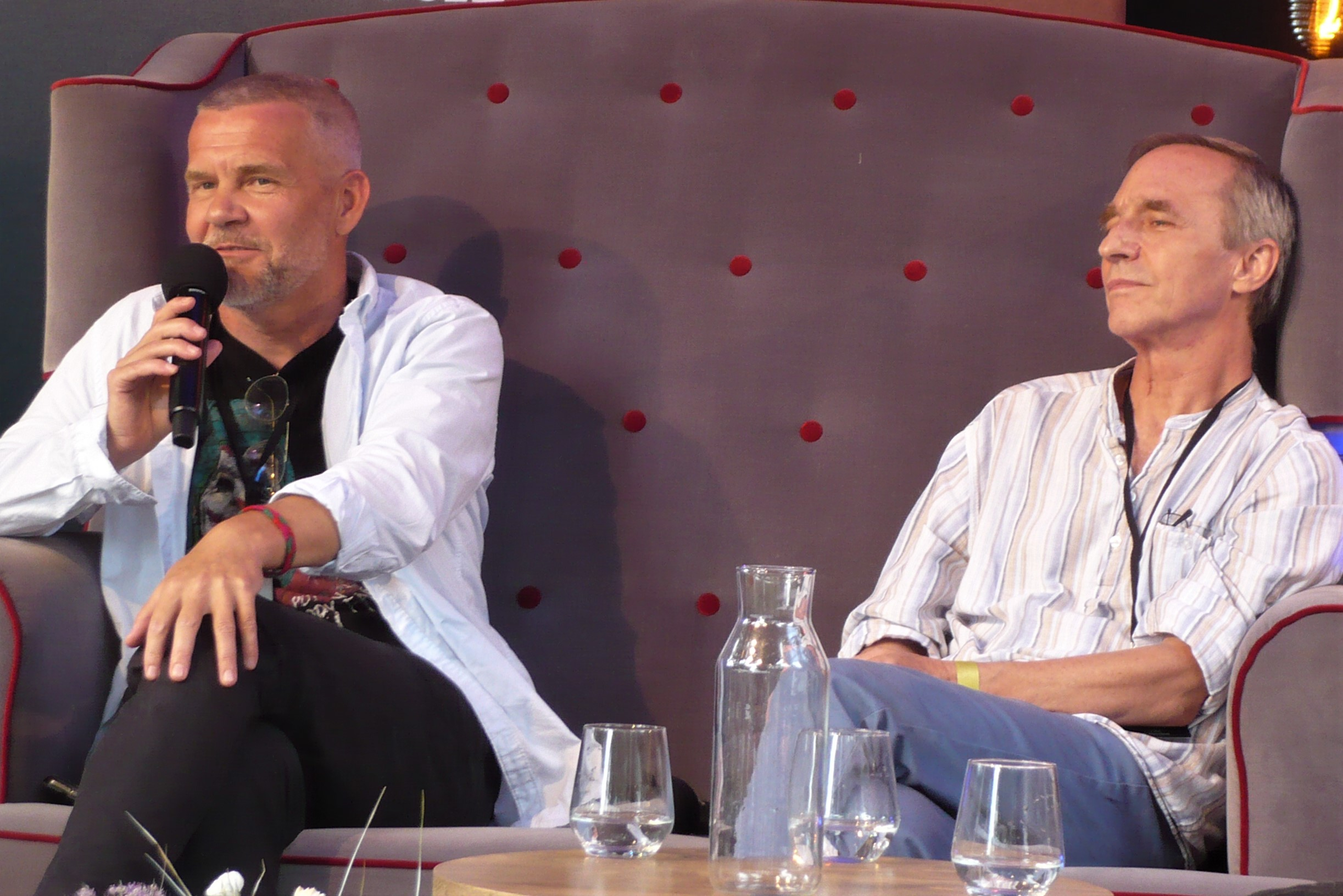
Z Arturem Nowakiem IX Festiwal Góry Literatury, 2023

Stanisław Obirek (ur. 21 sierpnia 1956 w Tomaszowie Lubelskim) – polski teolog, historyk, antropolog kultury, profesor nauk humanistycznych, profesor zwyczajny Uniwersytetu Warszawskiego, były jezuita.
Interesuje się miejscem religii we współczesnej kulturze, dialogiem międzyreligijnym, konsekwencjami Holocaustu i możliwościami przezwyciężenia konfliktów religijnych, cywilizacyjnych i kulturowych.

## Życiorys
Pochodzi z Narola. Po maturze w 1975 został studentem teatrologii Uniwersytetu Jagiellońskiego, rok później, w 1976, pod wpływem jezuity Stanisława Musiała i Andrzeja Jamróza wstąpił do zakonu jezuitów. Nowicjat odbywał w Starej Wsi. Wyświęcony na księdza w Neapolu w 1983, profesję zakonną złożył w 1991.
W latach 1978–1980 studiował filozofię na Wydziale Filozoficznym Księży Jezuitów w Krakowie, następnie do 1983 teologię na Papieskim Wydziale Teologicznym w Neapolu, potem zaś, w latach 1983–1985 teologię na Uniwersytecie Gregoriańskim w Rzymie oraz w latach 1985–1989 polonistykę na UJ.
W 1994 uzyskał stopień doktora teologii na PAT. Od 1998 jest doktorem habilitowanym nauk humanistycznych w zakresie historii nowożytnej. 19 września 2011 otrzymał nominację profesorską. Od 2013 jest wykładowcą Uniwersytetu Warszawskiego w Ośrodku Studiów Amerykańskich. Jest stałym współpracownikiem portalu Studio Opinii od chwili jego powstania w 2008. Dla Fundacji Edukacja Przyszłości przygotował w 2017 cykl 15 odcinków programu edukacyjnego „Teologia dla młodzieży” poświęconych religii dostępnych na YouTube, w 2018 cykl 5 odcinków na temat jezuitów i 4 odcinków na temat Judasza, oraz 5 odcinków o herezji i heretykach. W tym samym cyklu również w 2018 opracował serię 6 pogadanek na temat Radość tworzenia mitów, w których zaproponował nowe podejście do mitu stworzenia.
W latach 1994–1998 rektor Kolegium Księży Jezuitów w Krakowie. Wykładowca jezuickiego uniwersytetu College of the Holy Cross w Worcester (historia Europy Środkowej i Wschodniej w 1999) oraz od 2006 profesor na Wydziale Studiów Międzynarodowych i Politologicznych Uniwersytetu Łódzkiego. Od 1998 kierownik Katedry Historii i Filozofii Kultury oraz dyrektor Centrum Kultury i Dialogu przy Wyższej Szkole Filozoficzno-Pedagogicznej „Ignatianum”.
Jest zaangażowany w dialog z innymi religiami (m.in. z judaizmem) i z niewierzącymi, m.in. jako twórca Centrum Kultury i Dialogu przy Wyższej Szkole Filozoficzno-Pedagogicznej „Ignatianum”. Jest rzecznikiem dialogu między religiami Wschodu i Zachodu (jako źródło inspiracji wymienia zwłaszcza Anthony’ego de Mello).
W swych publikacjach i wypowiedziach krytykuje Kościół rzymskokatolicki. Kilkakrotnie z racji takich wypowiedzi był dyscyplinowany przez przełożonych zakonnych. Od 1994 był redaktorem naczelnym kwartalnika „Życie Duchowe”. Na łamach pisma zainicjował dialog na temat wiary i duchowości ze środowiskiem agnostyckim. W 2002, po wywiadzie dla „Przekroju”, w którym mówił o bałwochwalczym stosunku wiernych do Jana Pawła II, jego zwierzchnik wydał polecenie przedstawiania do kontroli dalszych publikacji. Obirek przestał wtedy także pełnić funkcję prorektora Ignatianum. Nadal prowadził wykłady z antropologii kulturowej. W październiku 2003, jako jedyny duchowny, podpisał list otwarty do europejskiej opinii publicznej. W 2005 za krytykę pontyfikatu papieża Jana Pawła II w wywiadzie dla „Le Soir” (wkrótce po jego śmierci) został ukarany przez prowincjała zakonu Krzysztofa Dyrka rocznym zakazem kontaktów z mediami i prowadzenia wykładów w Ignatianum. W konsekwencji tej decyzji opuścił zakon i stan duchowny.

### Odejście z kapłaństwa
Jesienią 2005 ogłosił, że występuje z zakonu i rezygnuje z kapłaństwa. Przyczyny tej decyzji wyjaśnił w książce Przed Bogiem, wywiadzie, który z Obirkiem przeprowadzili Andrzej Brzeziecki i Jarosław Makowski. Do tematu wrócił w książce Polak katolik? w której zdiagnozował również polski katolicyzm w kontekście swojej decyzji wstąpienia do zakonu w 1976 i wystąpienia z niego w roku 2005. W 2020 przyznał, że dodatkowym czynnikiem wpływającym na jego decyzję było molestowanie seksualne, jakiego dopuścili się na nim dwaj kapłani, w tym ks. Stanisław Skorodecki, w czasie jego dzieciństwa.

## Życie prywatne
Mąż Shoshany Ronen.

## Publikacje
- Obirek Stanisław. Wizja Kościoła i państwa w kazaniach ks. Piotra Skargi SJ. Kraków: Wydawnictwo WAM, 1994. ISBN 83-7097-071-0.
- Obirek Stanisław. Wizja państwa w nauczaniu jezuitów polskich w latach 1564–1668. Kraków: Wydział Filozoficzny Towarzystwa Jezusowego, 1995. ISBN 83-905004-0-X.
- Obirek Stanisław. Michał Jurkowski SJ, autor „Historyj świeżych i niezwyczajnych”. Kraków: Wydział Filozoficzny Towarzystwa Jezusowego, 1996. ISBN 83-905004-1-8.
- Obirek Stanisław. Działalność kulturalna jezuitów w Rzeczypospolitej Obojga Narodów (1564-1668). Próba syntezy. Kraków: Wydział Filozoficzny Towarzystwa Jezusowego, 1996. ISBN 83-905004-7-7.
- Obirek Stanisław. Jezuici w Rzeczypospolitej Obojga Narodów w latach 1564–1668. Działalność religijna, społeczno-kulturalna i polityczna. Kraków: WFTJ, 1996. ISBN 83-906568-6-8.
- Obirek Stanisław. Jezuici na dworach Batorego i Wazów 1580-1668. Wpływ kapelanów dworskich i wychowawców książąt na postawy panujących i politykę państwa. Kraków: Wydział Filozoficzny Towarzystwa Jezusowego, 1996. ISBN 83-7097-268-3.
- Obirek Stanisław. Ludzkie oblicze nowej świętej. Siostra Faustyna Kowalska: (1905-1938). Kraków: Wydawnictwo WAM, 2000. ISBN 83-7097-758-8.
- Obirek Stanisław. Apostoł odrzuconych. Błogosławiony ojciec Jan Beyzym SJ 1850-1912. Kraków: Wydawnictwo WAM, 2002. ISBN 83-7318-000-1.
- Obirek Stanisław. Nad Dziesięcioma Przykazaniami. Kraków: Wydawnictwo WAM, 2004. ISBN 83-7318-246-2.
- Obirek Stanisław. Przed Bogiem. Warszawa: Wydawnictwo W.A.B., 2005. ISBN 83-7414-191-3.
- Obirek Stanisław. Religia – schronienie czy więzienie?. Łomża: Oficyna Wydawnicza Stopka, 2006. ISBN 83-85734-70-8.
- Obirek Stanisław. Obrzeża katolicyzmu. Poznań: Wydawnictwo „Forum Naukowe” Passat – Paweł Pietrzyk, 2008. ISBN 978-83-61053-11-8.
- Obirek Stanisław. Catholicism as a cultural phenomenon in the time of globalization: a Polish perspective. Łódź: Łódź University Press, 2009. ISBN 978-83-7525-310-8.
- Obirek Stanisław. Uskrzydlony umysł. Antropologia słowa Waltera Onga. Warszawa: Wydawnictwa Uniwersytetu Warszawskiego, 2010. ISBN 978-83-235-0650-8.
- Dorosz Krzysztof, Obirek Stanisław. Między wiarą a kościołem. Listy o szukaniu drogi. Warszawa: Wydawnictwo Czarna Owca, 2010. ISBN 978-83-7554-221-9.
- Obirek Stanisław. Umysł wyzwolony. W poszukiwaniu dojrzałego katolicyzmu. Warszawa: Wydawnictwo W.A.B., 2011. ISBN 978-83-7414-922-8.
- Obirek Stanisław i Zygmunt Bauman. O Bogu i człowieku. Rozmowy. Kraków: Wydawnictwo Literackie, 2013. ISBN 978-83-08-05089-7.
- Obirek Stanisław i Zygmunt Bauman. Conversazioni sul Dio e sull’uomo. Bari: [Laterza], przekł. R. Polce, 2014. ISBN 978-88-58-11459-9.
- Obirek Stanisław i Zygmunt Bauman.O Bogu i čovjeku: Razgovori, przekł. (na chorwacki) Mladen Martić, Naklada Ljevak, Zagrzeb 2014. ISBN 978-953-303-780-6.
- Obirek Stanisław i Zygmunt Bauman. Of God and Man, Cambridge: [Polity], 2015. 9780745695686 [Hardcover], 9780745695693 [Paperback].
- Obirek Stanisław i Zygmunt Bauman. On the World and Ourselves, Cambridge: [Polity], 2015. 9780745687117 [Hardcover], 9780745687124 [Paperback]. (wyd. pol. O świecie i sobie samych. Warszawa: Wydawnictwo Arbitror 2020 ISBN 978-83-66095-25-0).
- Obirek Stanisław. Polak katolik?, Wydawnictwo CiS, Warszawa 2015, ISBN 978-83-61-71018-9.
- Obirek Stanisław. Nones – A New Religious Category, a New Form of American Pragmatism?, w: Dyskursy o kulturze. Discourses on Culture 5(2016), s. 145–153. (można pobrać on line: http://dyskursy.san.edu.pl/index.php?id=120)
- Obirek Stanisław i Zygmunt Bauman. O Bogu i čoveku: Razgovori, przekł. (na serbski) Ivana Dokić Sauderson, Mediterran Publishing, Novi Sad 2016. ISBN 978-86-6391-046-1[Paperback].
- Obirek Stanisław. The Many Faces of John Paul II, w: Religion, Politics, and Values in Poland. Continuity and Change Since 1989, ed. Sabrina Ramet, Irena Borowik, Palgrave Macmillan, New York 2017, s. 41–59.
- Obirek Stanisław. Julian Klaczko: Religious or Cultural Conversion?, w: The Trilingual Literature of Polish Jews from Different Perspectives. In Memory of I.L. Peretz, wyd. Alina Molisak, Shoshana Ronen, Cambridge Scholars Publishing, Cambridge 2017, 147-156.
- Obirek Stanisław. The Historiography on Early Modern Jesuits in Poland, w: Jesuit Historiography Online: http://referenceworks.brillonline.com/entries/jesuit-historiography-online/the-historiography-on-early-modern-jesuits-in-poland-SIM_192569 (dostęp 12 XI 2017).
- Obirek Stanisław. Od ekskluzji do pluralizmu teologicznego – zmiana paradygmatu w teologii katolickiej, w: Między ekskluzją a inkluzją w edukacji religijnej, red. Monika Humeniuk, Iwona Paszenda, Instytut Pedagogiki UWr, Wrocław 2017, 37-54.
- Obirek Stanisław. Evolution and Theology, or Theology of Evolution in the USA, w: „Studia Religiologica”, Tom 50 (2017), Numer 3, s. 279–290. (dostępne online: http://www.ejournals.eu/Studia-Religiologica/Numer-50-3-2017/art/10791/)
- Obirek Stanisław. Contemporary Liberal Catholicism in the USA, w: „Nurt SVD” 1(2018), t. 143, s. 285–296. (dostępne online: http://nurtsvd.pl/index.php/numery-archiwalne-menu/32-nr1-2018)
- Obirek Stanisław. Why the Polish Pope Became the Highest (not only Moral) Authority for So Many Poles, w: „Rivista di storia del cristianesimo” 15 (1/2018), s. 147–154.
- Obirek Stanisław. Thomas Merton prekursor postsekularyzmu, w: „Świat i Słowo” 2 (31/2018), s. 39–58.
- Obirek Stanisław. Każdy z nas potrzebuje czasu, czyli rzecz nie tylko o Janie Tomaszu Grossie, w: „Zagłada Żydów. Studia i Materiały”, 14 (2018), s. 512–520.
- Obirek Stanisław. La liberta della coscienza e il diritto di professare la propria fede, w: Opzione diritti. Conquiste, omissioni, negazioni, red. Samuele Sangalli, LUISS University Press, Roma 2018, s. 99–117.
- Obirek Stanisław. The Experience of Faith in a Postsecular Context, w: The Experience of Faith in Slavic Cultures and Literatures in the Context of Postsecular Thought, red. Sosnowska Danuta, Drzewiecka Ewelina, Wydawnictwa Uniwersytetu Warszawskiego, Warszawa 2019, s. 50–64.
- Obirek Stanisław. Urojenia religijne, w: Filozofia religii. Kontrowersje, red. Jacek Hołówka, Bogdan Dziobkowski, Wydawnictwo Naukowe PWN, Warszawa 2019, s. 151–171.
- Obirek Stanisław. Polska wieś wobec katolicyzmu 1918-2018 – refleksja antropologiczna, w: Ciągłość i zmiana. Sto lat rozwoju polskiej wsi, red. Maria Halamska, Monika Stanny, Jerzy Wilkin, IRWIR, Warszawa 2019, s. 549–576.
- Obirek Stanisław. Dar skrzydeł albo o tęsknocie Stanisława Vincenza za zatopioną Atlantydą, w: Zatrudnienie: literat. Materiały, studia i szkice o Stanisławie Vincencie, red. Jan A. Choroszy, Wrocław: Agencja Wydawnicza a linea 2015 (faktyczna publikacja 2019), s. 193–202.
- Obirek Stanisław. Katolickie sumienie a wyzwania postsekularyzmu, w: Forum Pedagogiczne, 1-2 (2019).
- Obirek Stanisław. The Challenge of Postsecularism, w: Journal of Nationalism, Memory & Language Politics Volume 13 Issue 2, s. 1–12.
- Obirek Stanisław. Zadziwiające milczenie polskiego Kościoła katolickiego o Holokauście,  w: „Zagłada Żydów. Studia i Materiały”, 15 (2019), s. 112–135.
- Stanisław Obirek i Arno Tausch, Global Catholicism, Tolerance and the Open Society. An Empirical Study of the Value Systems of Roman Catholics, Springer International Publishing 2020, Hardcover ISBN 978-3-030-23238-2.
- Stanisław Obirek. Postsekularny niepokój, w: Humaniora. Czasopismo Internetowe Nr 4 (28)/2019, s. 99–117.http://humaniora.amu.edu.pl/sites/default/files/humaniora/Humaniora%2028/Obirek_Hum_4_28_S.pdf
- Stanisław Obirek. Odreligijnianie katolicyzmu polskiego, w: Między socjologią a filozofią i teologią. Księga jubileuszowa dla Profesora Józefa Baniaka, red. Jerzy Kaczmarek, Wydawnictwo Nauk Społecznych i Humanistycznych UAM, Poznań 2019, s. 289–305.
- Stanisław Obirek, Artur Nowak, Wąska ścieżka. Dlaczego odszedłem z Kościoła, Agora, Warszawa 2020.
- Stanisław Obirek, John Locke at the Polish Brothers school, w: Humaniora. Czasopismo Internetowe,  No. 1 (29)/2020, pp. 31–38.
- Stanisław Obirek, Polonia: il mito messianico universale è finito sul selciato, w: Limes. Rivista Italiana di Geopolitica,  4 03 2020 (https://www.limesonline.com/cartaceo/polonia-il-messianismo-e-finito-sul-selciato?prv=true)
- Stanisław Obirek, Russia e Polonia: storia di una inimicizia amorosa, w: Limes. Rivista Italiana di Geopolitica,  8 06 2020.
- Stanisław Obirek, Złożona prawda o Janie Pawle II, w: Papież. The Pope, red. Delfina Jałowik, MOCAK the Museum of Contemporary Art in Krakow, Kraków 2020, p. 4-29.
- Stanisław Obirek, The Complex Truth of John Paul II, w: Papież. The Pope, red. Delfina Jałowik, MOCAK the Museum of Contemporary Art in Krakow, Kraków 2020, p. 4-29.
- Stanisław Obirek, “A man of many faces”? The paradoxes of the Polish pope, in Notes from Poland, 17 05 2020.
- Stanisław Obirek, “Człowiek o wielu twarzach”: paradoksy polskiego papieża, w:  Notes from Poland, 17 05 2020.
- Obirek Stanisław i Zygmunt Bauman, O świecie i sobie samych, Wydawnictwo Arbitror, Warszawa 2020.
- Obirek Stanisław, Pożytki z czytania recenzji, Paweł Kozłowski, Przeciw systemowi. Rozmowy z książkami…, Instytut Wydawniczy Książka i Prasa, Warszawa 2020, „Twórczość” 4 (2021), s. 130–137.
- Obirek Stanisław, Polak katolik po przejściach, Wydawnictwo CiS, Stare Groszki 2021.
- Wąska ścieżka. Dlaczego odszedłem z Kościoła, Wydawnictwo Agora, 2020 (wywiad-rzeka ze przeprowadzony przez Artura Nowaka)
- Gomora. Władza, strach i pieniądze w polskim Kościele, Wydawnictwa Agora, 2021 (reportaż, współautor Artur Nowak)
- Babilon. Kryminalna historia kościoła (reportaż, współautor Artur Nowak), Wydawnictwa Agora, 2022, ISBN 978-83-268-4012-8.
- Studies on Global Catholicism, w: Development, Globalization, Global Values, and Security. Essays in Honor of Arno Tausch, wyd. Glen Segell, Springer, Cham 2023, s. 129–139.
- An Auschwitz Absolution – it is a moral scandal, w: Auschwitz and Absolution. The Case of the Commandant and the Confessor, Orbis Book, New York 2023, s. 142–148.
- Stanisław Lem i jego żydowski sekret. Dlaczego żydowskość stała się problemem dla polskich Żydów po II wojnie światowej, w; Teksty Drugie nr 5/2023, 252-272.
- Ad Theologiam Promovendam and the Reform of Modern Catholic theology, w: Encounter. A Journal of Interdisciplinary Reflections of Faith and Life (vol. 15, no.1, January-June 2024), 10-25.
- Mapy nie są terytorium, czyli o niemożności wyznaczenia granic opisu religii, w: Kwartalnik Historii Żydów, nr 1 (289), 2024, 133-146.
- Społeczeństwo obywatelskie Izraela wobec przemian politycznych, w: Humaniora. Czasopismo Internetowe, Nr   3 (47)/2024, 13-32.
- Skandaliści w sutannach. Od kardynała Wyszyńskiego do arcybiskupa Jędraszewskiego, (z Artur Nowak), Pruszyński i S-ka, Warszawa 2024.
- Wiara dobra, niewiara dobra. Eseje z antropologii myśli postsekularnej, Wydawnictwo Nauk Społecznych i Humanistycznych Uniwersytet im. Adama Mickiewicza w Poznaniu, Poznań 2024.
- Kościół jako Matka, od której trudno odejść, w: Notatnik Literacki, Nr 4 (15)/2024, 40-61.
- Antysemickie chrześcijaństwo, (z Artur Nowak), Pruszyński i S-ka, Warszawa 2025.